# 한국과학기술기획평가원
한국과학기술기획평가원(韓國科學技術企劃評價院, Korea Institute of Science & Technology Evaluation and Planning, KISTEP)은 과학기술과 관련된 정책 등의 수립ㆍ조정 지원 및 각 부처가 수행하고 있는 국가연구개발사업의 체계적인 조사ㆍ분석ㆍ평가와 예산의 배분ㆍ조정을 지원하고, 국가연구개발사업의 연구기획ㆍ관리ㆍ평가에 관한 업무 및 과학기술 국제협력에 관한 업무를 효율적으로 수행함으로써 과학기술진흥에 기여함을 목적으로 과학기술기본법에 의거 1999년 2월 설립된 과학기술정보통신부 산하 특수법인이다. 현재 충청북도 음성군 맹동면 원중로 1339 (충북혁신도시)에 위치해있으며, 2019년 12월까지 서울특별시 서초구 마방로 60(양재동) 트러스트빌딩 4~6층 및 마방로 68(양재동) 동원산업빌딩 8~12층에 위치하고 있었다.

## 설립 근거
- 과학기술기본법

## 연혁
- 1999년 2월 1일 한국과학기술평가원 설립 (과학기술정책관리연구소로부터 분리 신설)
- 2001년 7월 17일 한국과학기술기획평가원으로 확대 개편
- 2005년 2월 1일 기획, 조정, 평가 전문기관으로 기능 재정립 (한국과학재단으로 연구관리 사업 및 인력 이관 및 과학기술혁신본부 전담지원 및 정책기능 강화)
- 2007년 11월 부설 연구개발인력교육원 설립
- 2011년 3월 28일 국가과학기술위원회 전담지원기관으로 기능 재정립 (교육과학기술부에서 국가과학기술위원회로 소관 변경 및 한국연구재단으로 부설 연구개발인력교육원을 이관)
- 2019년 12월 24일 충북혁신도시 충청북도 음성군 맹동면 원중로 1339로 이전

## 조직

### 한국과학기술기획평가원장
- 감사부
  - 반부패청렴팀
- 감사(비상임)
- 전략기획센터
  - 전략연구실
  - 과학기술법제팀
  - 정책네트워크실
  - 국제협력실

#### 부원장

##### 정책기획본부
- 혁신경제정책센터
  - 정책조정팀
  - 연구산업정책팀
- 제도혁신센터
  - 혁신제도연구팀
  - 기관평가팀
- 혁신기반센터
  - 인재정책팀
  - 지역혁신정책팀

##### 사업조정본부
- 사업총괄조정센터
  - 국방기술팀
- 생명기초사업센터
  - 기초기반팀
  - 생명의료팀
- 성장동력사업센터
  - 기계소재팀
  - ICT융합팀
- 거대공공사업센터
  - 공공우주팀
  - 에너지환경팀

##### 평가분석본부
- R&D평가센터
  - 평가기획팀
- 혁신정보분석센터
  - NTIS팀
- 성과확산센터
  - 지식재산팀

##### 재정투자분석본부
- 예비타당성조사1센터
  - 조사기획1팀
- 예비타당성조사2센터
  - 조사기획2팀
- R&D예산정책센터
  - 중기재정예측팀

##### 미래예측본부
- 미래성장전략센터
  - 성장동력기획팀
- 기술예측센터
  - 미래연구팀
- 사회혁신전략센터

##### 경영지원단
- 기획예산
  - 연구관리팀
- 총무전산실
  - 총무지원팀
- 지방이전추진실